# Aidan (król Dalriady)

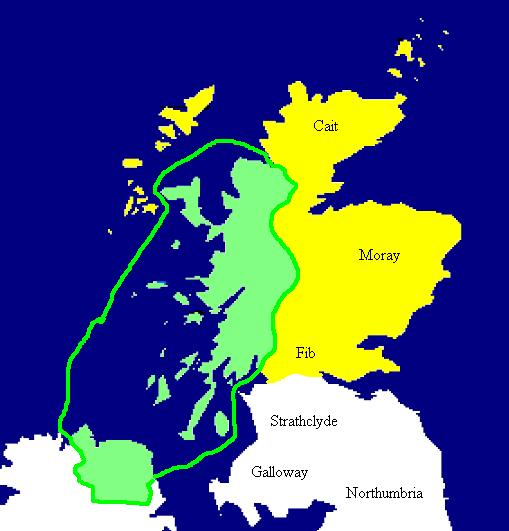
Zasięg królestwa Dalriady (zielone) i Piktów (żółte) w roku 590

Aidan, inaczej Aedan – król Dalriady, syn Gabrana. Zmarł w 609 roku. Koronowany na wyspie Iona przez św. Kolumbę, odmówił uznania zwierzchności irlandzkiej części królestwa Dalriady. Poprowadził też armię do boju z Ethelfrithem, królem Nortumbrii i został pokonany w bitwie pod Degsastan. 
Dalriada (gael. Dál Riata) było gaelickim królestwem założonym przez Irlandczyków i położonym po obu stronach Kanału Północnego pomiędzy Irlandią, a Wielką Brytanią. Obejmowało część królestwa Ulaidu - Dál nAraidi, wybrzeże Szkocji od Arran i Argyll, przez Hebrydy aż po wyspę Skye. Stolicą Dalriady było Dunadd - fort zbudowany na wzgórzu nad rzeką Add leżący w środkowej części półwyspu Kintyre, na północ od Lochgilphead. Innymi ważnymi miastami królestwa były Dunoill( Dhún Ollaigh), Dunavert i Dunseverick( Dún Sobhairce). Królestwo Dalriady było miejscową potęgą morską.  
Aidan (urodził się prawdopodobnie około 535 roku) wywodził się z rodu Cenél nGabráin i władzę w Dalriadzie objął po śmierci swego wuja Conalla mac Comgailla, w wieku około 40 lat. Koronacji w 574 roku dokonał Święty Kolumba na wyspie Ionie. Na początku swego panowania zawarł umowę z wysokim królem Ui Néill z Cenél Conaill (tereny dzisiejszego hrabstwa Donegal, zwanego również Tyrconnel), Áeden mac Ainmuirechem przy udziale Św. Kolumby (będącego kuzynem Áedana). Na zjedzie w Drumcaet w 575 roku postanowiono, że flota Dalriady będzie wspierać Ui Néill jednak Aidan nie będzie musiał składać hołdu wysokiemu królowi. Przyczyną tej umowy był prawdopodobnie konflikt Aidan z Báetánem mac Cairillem (zm. 581) królem Dál Fiatach który narzucił swą władzę Dalriadzie.  
Aidan miał prowadzić kampanię na wyspie Man w celu pozbycia się stamtąd Ulaidów którzy zajęli tę wyspę za czasów Báetána. Aidan miał spustoszyć też ziemię Piktów aż po Orkady będące pod władaniem Bridei I. Miał również walczy z Miathi (utożsamianymi z konfederacją plemion Maetae, prawdopodobnie byli to południowi Piktowie.). Kampania ta zakończyła się sukcesem w bitwie pod Leithereid, mimo śmierci dwóch synów Aidana, Artura i Eochaida Find.  
Przez wiele lat Aidan pozostawał w sojuszu z Rhydderychem Haelem, królem Alt Clud, jednego z północnych królestw Brytów znanego później jako Strathclyde. Brał również udział w organizowanej przez króla Rhegedu Uriena koalicji skierowanej przeciwko anglosaskiej Bernicji. Aidan miał zaatakować królestwo Rhydderycha i splądrować Alt Clud (dzisiejsze Dumbarton). Kolejny raz Alt Clud zdobyli dopiero wikingowie blisko 300 lat później.  
Aidan był zaniepokojony postępami króla Bernicji Ethelfirtha, który w 600 roku w bitwie pod Catraeth rozgromił armię Goddodin. Do konfrontacji dwóch władców doszło w 603 roku pod Degsastan. Aidan mimo zgromadzenia potężnej armii poniósł sromotną klęskę w bitwie z Ethelfirthem i musiał uciekać. Klęska pod Degsastan złamała potęgę Dalriady, i jak pisał Beda Czcigodny "żaden wódz z irlandzkiego rodu nigdy potem już nie odważył się wypowiedzieć wojny Anglikom". Ethelfirth mimo że w bitwie stracił brata znacząco wzmocniło swą pozycję i rok później zajął Deirę stając się pierwszym królem zjednoczonej Nortumbrii. Aidan przeżył jeszcze kilka lat i zmarł 17 kwietnia 609 roku mając wedle przekazów 74 lata. Władcą Dalriady został po nim jego syn Eochaid Buide.  

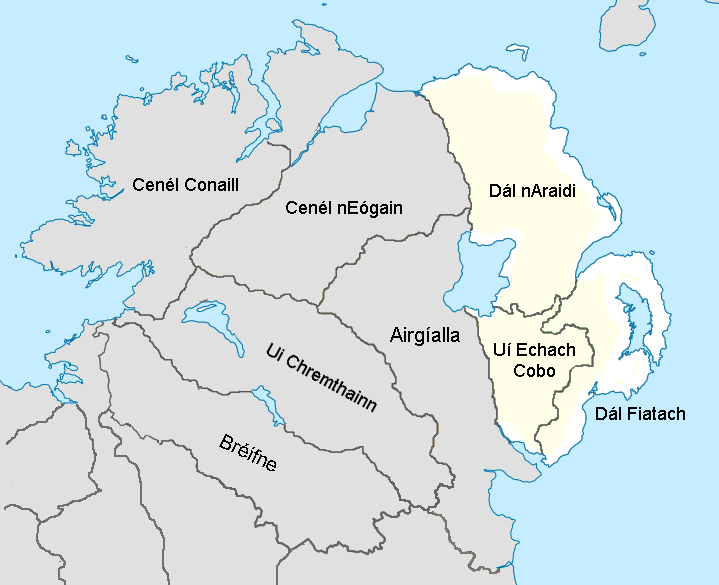
Królestwa Ulsteru

Potęga morska Dalriady bardzo się przydała gdy królestwo to poniosło kolejną klęskę na lądzie po Degsastan, a mowa tu o bitwie pod Magh Rath, stoczonej w 637 roku (jednej z większych bitew jaka miała mieć miejsce na terytorium Irlandii)w której wnuk Aidana, Domnall Brecc został pokonany przez Wysokiego Króla Irlandii Domnalla mac Áedo. Dalriada utraciła wtedy ziemię w Irlandii, jednak dzięki swej morskiej potędze przetrwała kolejne wieki mimo popadnięcia w zależności najpierw od Nortumbrii, a później od Piktów. Ostatecznie Dalriade połączył z Piktami Kenneth MacAlpin tworząc królestwo Alby czyli Szkocję. 
Według jednej z teorii Aidan mógł być legendarnym królem Arturem, gdyż mogło dojść do błędnego odczytania nazw krain geograficznych. Damnonia brzmi podobnie do Dumnonii, a skałę z Tintagel można by pomylić ze "Skałą" z Dumbarton, czyli Alt Clud która była kiedyś nazywana Castrum Arthuri, zaś dokonania Aidana mogły być podstawą to stworzenia legendy o Arturze.